# Дело Майкла Питерсона
Майкл Айвер Питерсон (родился 23 октября 1943 года) — американский писатель, который был осуждён в 2003 году за убийство своей второй жены, Кэтлин Питерсон, 9 декабря 2001 года. Спустя восемь лет Питерсону было предоставлено новое судебное разбирательство после того, как судья постановил, что критический свидетель обвинения дал вводящие в заблуждение показания. В 2017 году Питерсон подал ходатайство на признание Элфорда о смягчении обвинения в непредумышленном убийстве. Он был приговорён к уже отбытому сроку и освобождён.
Дело Питерсона освещено в французском документальном сериале «Лестница», съёмки которого начались вскоре после его ареста в 2001 году и следили за событиями до его окончательного признания Элфорда в 2017 году. В 2019 году Питерсон опубликовал мемуары «За лестницей» о своей жизни после смерти жены. Американский мини-сериал «Лестница» освещает это дело и его последствия. Также было снято несколько других документальных фильмов о смерти Кэтлин, включая продолжение французского документального сериала 2004 года, подкасты, радиошоу и другие медиа.

## Личная жизнь и карьера
Майкл Айвер Питерсон родился недалеко от Нэшвилла (штат Теннесси) в семье Юджина Айвера Питерсона и Элеанор Питерсон (урождённая Бартолино). Он окончил Дьюкский университет со степенью бакалавра в области политологии. Там Питерсон был президентом братства Sigma Nu и редактором The Chronicle, ежедневной студенческой газеты, с 1964 по 1965 годы. Он посещал занятия на юридическом факультете Университета Северной Каролины в Чапел-Хилле.
После окончания университета Питерсон устроился на гражданскую работу в Министерство обороны США, где ему было поручено исследовать аргументы в пользу усиления военного участия во Вьетнаме. В том же году он женился на Патрисии Сью, которая преподавала в начальной школе на американской авиабазе Рейн-Майн в Графенхаузене (Западная Германия). У них было двое детей, Клейтон и Тодд. В 1968 году Питерсон был призван в Корпус морской пехоты США и участвовал в войне во Вьетнаме. В 1971 году он получил почётное увольнение в звании капитана после автокатастрофы, которая оставила его с постоянной инвалидностью.
В 1999 году, во время выборов мэра Дарема (штат Северная Каролина), Питерсон утверждал, что был награждён Серебряной звездой, Бронзовой звездой и двумя Пурпурными сердцами. У него были все медали, но он сказал, что у него нет документов на них. Питерсон утверждал, что получил одно Пурпурное сердце после того, как в него попал осколок, когда другой солдат наступил на мину, а другое — когда в него выстрелили. Позже он признал, что его боевая травма не была результатом осколочного ранения во Вьетнаме, а стала результатом автомобильной аварии в Японии, где он служил после войны в качестве офицера военной полиции. The News & Observer сообщил, что не нашли никаких упоминаний о двух медалях Пурпурное сердце, которые, по словам Питерсона, он получил.
Питерсон и его первая жена Патрисия некоторое время жили в Германии. Там они подружились с Джорджем и Элизабет Рэтлиффами и их двумя детьми, Маргарет и Мартой. После смерти Джорджа, семьи Питерсон и Рэтлифф стали очень близки. Когда Элизабет Рэтлифф умерла в 1985 году, Майкл стал опекуном её двоих детей. После развода Майкла и Патрисии в 1987 году, Клейтон и Тодд жили с Патрисией, а Маргарет и Марта остались с Майклом, который затем переехал с ними в Дарем. Позже Клейтон и Тодд также присоединились к своему отцу. В 1989 году Майкл переехал к Кэтлин Этуотер, успешному руководителю бизнеса Nortel Networks. Они поженились в 1997 году, и дочь Кэтлин Кейтлин стала пятым ребёнком в сводной семье.
Питерсон написал три романа, основанных «на его опыте во время вьетнамского конфликта»: «Бессмертный дракон», «Время войны» и «Горький мир». Он написал биографию «Чарли Два Ботинка и компания «Морские пехотинцы любви» совместно с журналистом Дэвидом Перлмуттом, а также «Операция «Сломанный тростник» в соавторстве с Артуром Л. Бойдом. Питерсон работал обозревателем газеты The Herald-Sun, где его колонки стали известны критикой полиции и прокурора округа Дарем Джеймса Хардина-младшего, который позже будет вести дело Питерсона об убийство его второй жены Кэтлин.

## Судебный процесс по делу об убийстве

### Смерть Кэтлин
9 декабря 2001 года Майкл Питерсон позвонил в службу спасения по номеру 911, чтобы сообщить, что он только что нашёл Кэтлин Питерсон без сознания в их доме в районе Форест-Хиллз в Дареме (штат Северная Каролина) и подозревает, что она упала с лестницы «с высоты пятнадцати-двадцати ступенек, я не знаю». Позже он утверждал, что был у бассейна и зашёл в дом в 2:40 ночи, где обнаружил Кэтлин у подножия лестницы. Питерсон сказал, что она, должно быть, упала с лестницы после употребления алкоголя и валиума.
Результаты токсикологии показали, что содержание алкоголя в крови Кэтлин составляло 0,07% (70 мг на 100 мл), содержание алкоголя в моче — 0,11, и она приняла от 5 до 15 мг валиума. В отчёте о вскрытии сделан вывод о том, что 48-летняя женщина получила ряд тяжёлых травм, включая перелом верхнего рога левого щитовидного хряща и семь рваных ран на макушке и затылке, соответствующих ударам тупым предметом, и умерла от потери крови в течение 1,5—2 часов после получения травм. Дочь Кэтлин, Кейтлин, и её сестра, Кэндис Замперини, изначально заявляли о невиновности Майкла и публично поддерживали его вместе с его детьми, но позже Замперини передумала, узнав о бисексуальности Майкла, как и Кейтлин, прочитав отчёт о вскрытии своей матери. Впоследствии обе порвали отношения с остальной семьёй.
Хотя эксперт-криминалист Генри Ли, нанятый защитой Питерсона, дал показания о том, что брызги крови соответствуют случайному падению с лестницы, полицейские следователи пришли к выводу, что травмы не соответствуют такому несчастному случаю. Поскольку Питерсон был единственным человеком в доме во время смерти Кэтлин, он был главным подозреваемым и вскоре был обвинён в её убийстве. Он не признал себя виновным.
Судмедэксперт Дебора Рэдиш пришла к выводу, что Кэтлин умерла от рваных ран на голове, вызванных нападением с целью убийства. По словам Рэдиш, в общей сложности семь рваных ран на макушке и затылке Кэтлин были результатом многократных ударов лёгким, но жёстким предметом. Защита оспорила эту теорию. Согласно их анализу, рваные раны не соответствовали ударам любого рода, поскольку отсутствовали основные травмы, такие как переломы черепа или ушибы, отёк и кровоизлияние в мозг.
Судебный процесс привлёк большое внимание СМИ, поскольку появились подробности личной жизни Питерсона. Хардин и его команда обвинения (среди которых был Майк Нифонг) подвергли критике репутацию Питерсона, сосредоточившись на его предполагаемой неверной информации о военной службе и на том, что он вёл скрытую гомосексуальную жизнь, которую хранил в тайне. Обвинение утверждало, что брак Питерсонов был далеко не счастливым, предполагая, что Кэтлин узнала о предполагаемой тайной гомосексуальной жизни Майкла и хотела положить конец их браку. Это был главный мотив, который обвинение представило на суде в качестве предполагаемого убийства Кэтлин (другим был полис страхования жизни на 1,5 млн. долларов). По словам помощника окружного прокурора Фреды Блэк, Кэтлин:
"была бы в ярости, узнав, что её муж, которого она действительно любила, был бисексуалом и имел внебрачную связь — не с другой женщиной, а с мужчиной, что было бы для неё унизительно и стыдно. Мы считаем, что как только она узнала эту информацию, последовала ссора и произошло убийство".
Защита утверждала, что Кэтлин приняла бисексуальность Майкла и что брак был очень счастливым, позицию поддержали дети Майкла и Кэтлин, а также другие друзья и коллеги.
Обвинение заявило, что убийство Кэтлин, скорее всего, было совершено с помощью изготовленной на заказ каминной кочерги. Это был подарок Питерсонам от сестры Кэтлин, но на момент расследования она исчезла из дома. Позже в ходе судебного разбирательства команда защиты предъявила пропавшую кочергу, которая, по их словам, была найден в гараже. Присяжный, с которым связались после суда, отметил, что присяжные отклонили кочергу как орудие убийства.

### Подозрения вокруг смерти Элизабет Рэтлифф
Элизабет Рэтлифф, подруга Питерсонов, которая умерла в Германии в 1985 году, также была найдена мёртвой у подножия лестницы в своём доме с травмами головы. Её смерть расследовали как немецкая полиция, так и военная полиция США. Вскрытие пришло к выводу, что Рэтлифф умерла от внутримозгового кровоизлияния, вторичного по отношению к нарушению свёртываемости крови (болезнь Виллебранда), на основании крови в её спинномозговой жидкости и сообщений о том, что она страдала от сильных, постоянных головных болей в течение нескольких недель, предшествовавших её смерти. Коронер определил, что кровоизлияние привело к немедленной смерти, после чего Рэтлифф упала с лестницы, потеряв сознание. Питерсоны ужинали с Рэтлифф и её дочерьми, а Майкл остался и помог ей уложить детей спать, прежде чем отправиться домой. Няня детей, Барбара, обнаружила тело, когда пришла на следующее утро. Питерсон был последним известным человеком, который видел её живой.
Перед судом Питерсона суд Дарема постановил эксгумировать забальзамированное тело Рэтлифф, похороненное в Техасе, для повторного вскрытия в апреле 2003 года. Были приняты меры для того, чтобы судмедэксперт Дарема, который первоначально проводил вскрытие Кэтлин, провёл его повторно, несмотря на возражения адвоката защиты, который утверждал, что вскрытие должно быть проведено техасскими судмедэкспертами. Затем тело было перевезено из Техаса в Дарем. Судмедэксперт Дарема нашёл достаточно доказательств, полученных из результатов второго вскрытия, наряду с новыми свидетельскими показаниями, описывающими место происшествия, чтобы отменить предыдущие выводы и указать причину смерти Рэтлифф как «убийство».
Обвинение отказалось предъявлять Питерсону обвинение в смерти Рэтлифф, но представило в суде смерть Элизабет как инцидент, давший Питерсону идею о том, как «подделать» несчастный случай с Кэтлин. Несмотря на отчёты полиции о том, что на месте смерти Рэтлифф было очень мало крови, няня, которая первой обнаружила её тело в 1985 году, приняла участие в суде Питерсона и дала показания о том, что на месте было большое количество крови. Другой свидетель показал, что провёл большую часть дня, отмывая пятна крови со стены. Сомнения относительно допустимости доказательств по делу Рэтлифф в суде стали одним из оснований для последующей апелляции против его осуждения, поданной адвокатами Питерсона в 2005 году.
В октябре 2002 года, выступая в качестве администратора имущества Кэтлин, Кейтлин подала иск о причинении смерти в результате противоправных действий против Питерсона. В июне 2006 года он добровольно подал заявление о банкротстве. Две недели спустя Кейтлин подала возражение против банкротства. 1 февраля 2007 года Кейтлин и Питерсон урегулировали иск о причинении смерти в результате противоправных действий на сумму 25 млн. долларов. Завершение мирового соглашения судом было объявлено 1 февраля 2008 года.

### Вердикт
10 октября 2003 года, после одного из самых длительных судебных процессов в истории Северной Каролины, присяжные округа Дарем признали Питерсона виновным в убийстве Кэтлин, и он был приговорён к пожизненному заключению без возможности условно-досрочного освобождения. Отказ об УДО требует преднамеренности. Несмотря на то, что присяжные признали убийство «спонтанным» преступлением, они также постановили, что оно было преднамеренным. Как объяснил один из присяжных, преднамеренность означала не только планирование на часы или дни вперёд, но также могла означать планирование за секунды до совершения спонтанного преступления. Питерсон содержался в исправительном учреждении Нэша недалеко от Роки-Маунт (штат Северная Каролина), пока не был освобождён 16 декабря 2011 года

### Апелляция
Апелляция Питерсона была подана его защитником, Томасом Маэром, назначенным судом адвокатом, и была рассмотрена в Апелляционном суде Северной Каролины 18 апреля 2006 года. 19 сентября Апелляционный суд отклонил доводы Питерсона о том, что он не получил справедливого судебного разбирательства из-за неоднократных судебных ошибок. В постановлении Апелляционного суда говорилось, что доказательства были справедливо приняты. Судьи обнаружили недостатки в ордере на обыск, но заявили, что они не оказали отрицательного влияния на защиту. Поскольку решение не было единогласным, в соответствии с законодательством Северной Каролины Питерсон имел право подать апелляцию в Верховный суд Северной Каролины, который принял дело. Устные прения состоялись 10 сентября 2007 года. 9 ноября 2007 года Суд объявил, что он подтвердил решение апелляций. В отсутствие пересмотра решения или поднятия федерального вопроса Питерсон исчерпал свои апелляции на вердикт.
12 ноября 2008 года адвокаты Джей Бёркхардт Бил и Джейсон Энтони из Ричмонда (штат Вирджиния), которые теперь представляли Питерсона, подали ходатайство о новом судебном разбирательстве в окружном суде Дарема по трём основаниям: обвинение скрыло оправдательные доказательства о кочерге, обвинение использовало эксперта-свидетеля, квалификация которого была оспорена, и один из присяжных основал своё решение на расовых факторах. 10 марта 2009 года ходатайство Питерсона было отклонено Высшим судом округа Дарем.

### Теория о сове
В конце 2003 года была выдвинута новая теория смерти Кэтлин: возле дома на неё напала полосатая сова, вбежав внутрь, она упала и потеряла сознание, ударившись головой о первую ступеньку лестницы. Теория совы была выдвинута адвокатом из Дарема, Ти Лоуренсом Поллардом, соседом Питерсонов, который не участвовал в деле, но следил за публичными подробностями. Он обратился в полицию, предположив, что сова могла быть ответственна за смерть Кэтлин, после просмотра фотографий вскрытия ран на её голове. Позже, читая список доказательств Бюро расследований штата Северная Каролина (SBI), он обнаружил перо, указанное как найденное в волосах Кэтлин (несмотря на то, что ранее окружной прокурор сообщил ему, что никаких перьев не было найдено во время расследования). В отчёте криминалистической лаборатории SBI указаны микроскопическое перо и деревянная щепка от ветки дерева, запутавшиеся в пучке волос, вырванных с корнями, которые были найдены зажатыми в левой руке Кэтлин. Повторный осмотр волос в сентябре 2008 года обнаружил ещё одно микроскопическое перо.
По словам Полларда, если бы присяжным были представлены эти доказательства, они бы «существенно повлияли на их обсуждение и, следовательно, существенно повлияли бы на их окончательный вердикт». Прокуроры высмеяли это заявление, а Дебора Рэдиш, проводившая вскрытие Кэтлин, сказала, что маловероятно, что сова или какая-либо другая птица могла бы нанести такие глубокие раны, как на её голове. Однако мнение Рэдиш было оспорено другими экспертами в трёх отдельных заявлениях, поданных в 2010 году.
Несмотря на интерес к этой теории со стороны некоторых внешних сторонников, в 2009 году не было подано ходатайства о новом судебном разбирательстве по этому вопросу. 2 марта 2017 года (после признания Элфорда) адвокат Питерсона подал ходатайство, чтобы разрешить ему оплатить услуги эксперта по птицам в Смитсоновском институте для исследования фрагментов перьев, найденных в волосах Кэтлин, чтобы определить, подверглась ли она нападению совы. В 2023 году Поллард поддержал теорию, представленную в книге Тидди Смита «Смерть от когтей», в которой утверждается, что нападение птиц было не только снаружи, но и продолжилось внутри дома Питерсонов.

### Повторное судебное слушание
В августе 2010 года после серии газетных статей с критикой SBI генеральный прокурор Северной Каролины Рой Купер возглавил расследование, которое привело к отстранению аналитика SBI Дуэйна Дивера, одного из главных свидетелей против Питерсона, после того, как отчёт признал его работу одной из худших по множеству некорректных уголовных дел. Впоследствии Поллард подал аффидевиты в поддержку ходатайства о том, чтобы судья Высшего суда Орландо Хадсон приказал Управлению судебно-медицинской экспертизы штата передать всю документацию, связанную со вскрытием Кэтлин, адвокатам Питерсона. Однако судья Хадсон запретил Полларду подавать дальнейшие ходатайства от имени Питерсона, поскольку он не представлял его интересы. Новое ходатайство было подано в августе 2010 года Дэвидом Рудольфом, одним из первоначальных адвокатов Питерсона, который действовал pro bono в разбирательствах, оспаривающих показания SBI.
Дивер был уволен из SBI в январе 2011 года после того, как независимый аудит агентства обнаружил, что он ложно представил доказательства в 34 случаях, включая сокрытие отрицательных результатов в деле Грега Тейлора, жителя Северной Каролины, который провёл семнадцать лет в тюрьме по обвинению в убийстве, основанном на показаниях Дивера. Группа по анализу пятен крови, которую обучал Дивер, была отстранена и расформирована. На суде над Питерсоном в 2003 году Дивер показал, что его наставником был специалист по пятнам крови из SBI Дэвид Спитл, он отработал 500 дел о пятнах крови, написал 200 отчётов и дал показания по 60 делам. Во время повторного слушания помощник директора SBI Эрик Хукс дал показания, что Дивер написал только 47 отчётов. Спитл показал, что не может вспомнить, чтобы он был наставником Дивера, который после завершения двухдневного курса обучения в 80-х годах дал показания только по четырём делам, дело Питерсона было третьим. SBI сослался на анализ пятен крови, представленный в четвёртом случае, как на причину увольнения Дивера.
16 декабря 2011 года Питерсон был освобождён из тюрьмы округа Дарем под залог в размере 300 тыс. долларов и помещён под домашний арест с браслетом на щиколотке для отслеживания. Его освобождение под залог последовало за судебным постановлением о новом судебном разбирательстве после того, как судья Хадсон установил, что Дивер дал «существенно вводящие в заблуждение» и «заведомо ложные» показания о доказательствах в виде пятен крови и преувеличил свою подготовку, опыт и знания. Бывший генеральный прокурор Северной Каролины Руфус Л. Эдмистен заявил, что любые доказательства, собранные после того, как Дивер прибыл на место происшествия, могут быть признаны недопустимыми в новом судебном разбирательстве. В июле 2014 года ограничения по залогу Питерсона были смягчены.
В октябре 2014 года суд назначил Майка Клинкосума представлять интересы Питерсона, заменив Дэвида Рудольфа, который работал по делу pro bono с тех пор, как приговор Питерсона был отменён. Рудольф заявил, что больше не может позволить себе представлять Питерсона без оплаты. 14 ноября 2016 года просьба Питерсона об отклонении второго судебного разбирательства была отклонена, и новое судебное разбирательство было назначено на 8 мая 2017 года. Однако в новостном сообщении от 7 февраля 2017 года говорилось, что Рудольф (снова представлявший интересы Питерсона) и окружной прокурор округа Дарем договорились о решении.

### Признание Элфорда
24 февраля 2017 года Питерсон воспользовался признанием Элфорда, подав заявление в суд о признании вины в непреднамеренном убийстве Кэтлин, заявив о своей невиновности, но согласившись с тем, что было достаточно доказательств, чтобы, вероятно, вынести обвинительный приговор. Судья приговорил его к максимальному сроку в 86 месяцев тюрьмы с учётом ранее отбытого срока. Поскольку Питерсон уже отсидел больше, чем положено (98,5 месяцев), ему не грозило дополнительное тюремное заключение.

## Медиа

### Фильмы
Судебное дело вызвало широкий интерес, отчасти из-за телевизионного документального французского сериала «Лестница», в котором подробно рассказывалось о юридических и личных проблемах Питерсона. Восемь 45-минутных эпизодов сериала были смонтированы из более чем 600 часов отснятого материала. Сериал был снят французским режиссёром Жаном-Ксавье де Лестрадом и выпущен Maha Productions в октябре 2004 года. Сериал предлагает изображение подготовки защиты к судебному разбирательству изнутри. В нём также исследуется роль и поведение прессы, освещавшей аспекты дела. Создатели сериала начали свой проект через несколько недель после смерти Кэтлин и обвинения Питерсона в убийстве.
После вынесения обвинительного вердикта де Лестрад опросил присяжных, чтобы выяснить, почему они вынесли свой вердикт. В целом, присяжные были поражены количеством крови, потерянной Кэтлин, и количеством рваных ран, что указывало на то, что это не могло быть несчастным случаем. Генри Ли, однако, дал показания на суде, что количество крови не имело значения, поскольку брызги крови указывали на то, что большая её часть была разбрызгана, когда она кашляла Он также предположил, что часть крови могла быть разбавлена мочой. Ли также сымитировал брызги крови от кашля для присяжных, выпив кетчуп и выплюнув его.
В ноябре 2012 года де Лестрад выпустил продолжение, «Лестница II: Последний шанс», премьера которого состоялась на Международном фестивале документального кино в Амстердаме. Фильм документирует аргументы семьи Питерсона и его юридической команды в стремлении добиться повторного судебного разбирательства, в котором они преуспели.

### Телевидение
- «Лестница[англ.]» (2004–2005) — французский мини-сериал, также транслировавшийся на Netflix и в рамках серии BBC Storyville[англ.] под названием «Смерть на лестнице», включая продолжение «Лестница II: Последний шанс» (2012)
- «Убийство, которое он написал» (2004) — 6-й эпизод, 4-го сезона сериала «Власть, привилегии и справедливость Доминика Данна[англ.]»
- «Написано кровью» (2004) — 15-й эпизод, 9-го сезона сериала «Новые детективы[англ.]»
- «Кровь на лестнице» (2005) — 13-й эпизод, 14-го сезона сериала «Американское правосудие[англ.]»
- «Идея для романа» (2006) — 22-й эпизод, 11-го сезона сериала «Медицинский детектив»
- «Убийства на лестнице[англ.]» (2007) — телевизионный фильм, написанный в соавторстве с Афродитой Джонс[англ.], основанный на её книге об этом деле
- «Лестничный убийца» (2010) — 3-й эпизод, 1-го сезона документального сериала «Настоящее преступление с Афродитой Джонс[англ.]»
- «Лестница в ад» (2011) — 4-й эпизод, 2-го сезона документального сериала «Дьявол, которого вы знаете[англ.]»
- «Поворот судьбы» (2013) — 42-й эпизод, 21-го сезона юридического новостного реалити-шоу «Dateline NBC[англ.]»
- «Вниз по лестнице» (2017) — 27-й эпизод, 25-го сезона юридического новостного реалити-шоу «Dateline NBC»
- «Тайна американских убийств: Лестница» (2018) — серия из трёх частей на телеканале Investigation Discovery
- «Лестница» (2022) — мини-сериал на стриминговом сервисе HBO Max

### Радио/подкасты
- «Поколение «Почему»[англ.]: Лестница» (2012) — 2-й эпизод, 1-го сезона
- «Криминал[англ.]: Животные инстинкты» (2014) — 1-й эпизод, 1-го сезона
- «Моё любимое убийство[англ.]: 100-й эпизод» (2017)
- «BBC Radio 5 Live: Вне разумных сомнений?» (2018)
- «Реальный профиль преступления» (2018) — эпизоды 140-145
- «И вот почему мы пьём[англ.]: Вечеринки по поводу прыщей на ногах и ветрянки» (2023) — 324-й эпизод
- «Что такое французский тост?: Что за лестница? 1 и 2 части» — 28-29-е эпизоды

### Книги
- «Написано кровью» (St Martin's Press, 2005) — Диана Фаннинг
- «Идеальный муж» (Kensington Books, 2013) —  Афродита Джонс
- «Лестница» (Независимое издание, 2018) — Ар-Джей Паркер
- «Смерть от когтей» (WildBlue Press, 2023) — Тидди Смит[46]

## Литературные произведения Майкла Питерсона

### Публикации
- Peterson, Michael. The Immortal Dragon. — New American Library, 1983. — ISBN 978-0451122452. – историческая художественная литература о Вьетнаме 19-го века
- Peterson, Michael. A Time of War. — Pocket Books, 1990. — ISBN 978-0671683030. – художественная литература о Вьетнамской войне
- Peterson, Michael. A Bitter Peace. — Pocket Books, 1996. — ISBN 978-0671726959. – художественная литература о войне во Вьетнаме, продолжение «Времени войны»
- Peterson, Michael. Charlie Two Shoes and the Marines of Love Company / Michael Peterson, David Pearlmutt. — Annapolis, MD : Naval Institute Press, 1998. — ISBN 978-0671726959. – биография
- Peterson, Michael. Behind the Staircase. — Independently Published, 2019. — ISBN 978-1-7963-0692-7. – биографические мемуары, в основном о пребывании Питерсона в тюрьме
- Peterson, Michael. Beyond the Staircase. — Independently Published, 2020. — ISBN 9798609976840. – биографические мемуары

## Сноски
1. ↑  Алан ван Норман (нейрохирург и эксперт по совам), Патрик Т. Редиг (профессор ветеринарной медицины в Миннесотском университете) и Кейт П. Дэвис (директор образовательного проекта «Хищники Скалистых гор») подписали показания под присягой, в которых утверждается, что доказательства и травмы соответствуют нападению совы, возможно полосатой совы.
2. ↑  Орудие убийства так и не было идентифицировано[9]. Хотя его одежда была в крови от того, что он держал на руках жену, на одежде Питерсона было недостаточно брызг крови, чтобы подтвердить нападение. Сообщения СМИ объясняли это тем, что он, вероятно, сменил одежду, но следователи очень быстро установили, что он этого не делал[39].
3. ↑  Судебный невропатолог Ян Листма дал показания о том, что Кэтлин Питерсон, скорее всего, получила четыре удара по голове, а не семь, как показал судмедэксперт[41]. Обвинение посчитало рваные раны множественными травмами, а судмедэксперт после вскрытия также первоначально насчитал четыре раны[42].